# 周金黄
周金黄（1909年6月9日—1999年7月11日），湖北黄冈人。著名药理学家、中西医结合研究中药药理学的奠基人。

## 简历
- 1924年毕业于汉口辅德中学。
- 1924-1930年，先后在长沙雅礼大学、南京金陵大学、上海沪江大学、上海国立中央大学醫學院（後改為國立上海醫學院）學習。
- 1934年毕业于协和医学院，获医学博士学位。
- 1935年入美国宾夕法尼亚大学任客座讲师。
- 1936年入德国弗赖堡大学进修，同年回国。
- 抗战期间，历任广州孙逸仙医学院药理科主任副教授、贵阳医学院药理系副教授、贵州省制药厂厂长、成都国立中央大学（南京大學）醫學院（现为第四军医大学）药理学教授。
- 1946年起任国立武汉大学医学院首任院长（兼附属医院院长）。

## 成就
- 1986年，他作为七位主要贡献者之一积极参与完成的《战时特种武器伤害的医学防护研究》荣获中国医药卫生界迄今为止唯一一个国家科技进步特等奖（也是中国政府首次颁发的国家科学技术进步特别奖）。